# Alvin Weinberg
Alvin Martin Weinberg (Chicago, 1915. április 20. – Oak Ridge, 2006. október 18.) amerikai atomfizikus, az Oak Ridge National Laboratory adminisztrátora a Manhattan Projekt alatt és után.
1945-ben érkezett a tennessee-i Oak Ridge-be, és ott is maradt 2006-ban bekövetkezett haláláig. Ő volt az első, aki a "fausti alku" kifejezést használta az atomenergia leírására.

## Életpályája
Weinberg a Chicagói Egyetemen végzett, és 1939-ben matematikai biofizikából doktorált. 1941 szeptemberében csatlakozott a Manhattan Project Kohászati Laboratóriumához. A következő évben Eugene Wigner elméleti csoportjának tagja lett, amelynek feladata az atomreaktorok tervezése volt. ami az uránt plutóniummá alakítaná.
1948-ban Wignert váltotta az ORNL kutatási igazgatójaként, majd 1955-ben a laboratórium igazgatója lett. Számos innovatív reaktortervezés úttörője volt. beleértve a nyomás alatti vizes reaktorokat (PWR) és a forralást. vízreaktorok (BWR), amelyek azóta az atomerőművek meghatározó reaktortípusaivá váltak, továbbá a vizes homogén reaktorok tervezése.
1960-ban Weinberget az Elnök Tudományos Tanácsadó Bizottságába nevezték ki az Eisenhower-kormányzatban, majd később a Kennedy-adminisztrációban dolgozott. Miután 1973-ban elhagyta az ORNL-t, 1974-ben a washingtoni Energiakutatási és Fejlesztési Hivatal igazgatójává nevezték ki. A következő évben megalapította az Oak Ridge Associated Universities (ORAU) Energiaelemző Intézetét, amelynek ő lett az első igazgatója. 

## Linkek
- James B. Roberto, Margaret B. Nestor: Alvin M. Weinberg 1915–2006. In: National Academy of Sciences (szerk.): Biographical Memoirs. 2014 (nasonline.org [PDF]) (angolul)
- Alvin Martin Weinberg. In: Physics History Network. American Institute of Physics (angolul)

## Fordítás
Ez a szócikk részben vagy egészben  az   Alvin Weinberg című angol Wikipédia-szócikk fordításán alapul.  Az eredeti cikk szerkesztőit annak laptörténete sorolja fel. Ez a jelzés csupán a megfogalmazás eredetét és a szerzői jogokat jelzi, nem szolgál a cikkben szereplő információk forrásmegjelöléseként.